# Пушкин, Пётр Петрович (1644)
Пётр Петро́вич Пу́шкин (1644—1692) — представитель одной из линий дворянского рода Пушкиных; стряпчий (1671), стольник (1677).

## Биография
Родился в 1644 году в семье Петра Петровича Пушкина и его жены во втором браке Анастасии Афанасьевны Желябужской. 
В 1675—1679 годах был судьёй во Владимирском судном приказе, где работал вместе с боярином князем М. А. Голицыным. 
Участник Крымских походов 1673 и 1681 годов. За это был жалован в 1686 году вотчиной в Галичском уезде. Также владел несколькими сельцами.
Был участником Земского собора 1682 года, отменившего местничество. 
Умер 12 декабря 1692 года в Москве. Был похоронен под галереей церкви Вознесения Господня. 

### Семья

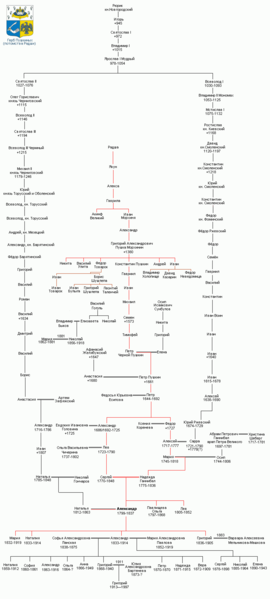
Генеалогическое древо Александра Сергеевича Пушкина

С 1680 года Пётр Петрович был женат на Федосье Юрьевне Есиповой. У них в семье родились дети:
- Иван Петрович Пушкин;
- Леонтий Петрович Пушкин;
- Илья Петрович Пушкин (жена — Прасковья Васильевна Братцова);
- Александр Петрович Пушкин (жена — Евдокия Ивановна Головина[3]);
- Фёдор Петрович Пушкин (жена — Ксения Ивановна Коренева[4]);
- Аграфена Петровна Пушкина (муж — Иван Иванович Безобразов).

Прапрадед Александра Сергеевича Пушкина по отцовской линии и прапрапрадед по материнской.